# جامعة الإمام الصادق

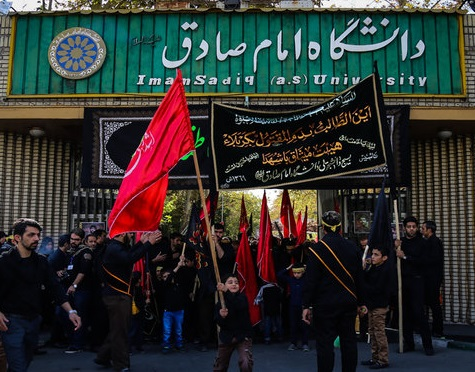
Imam Sadiq University (2016)

جامعة الامام الصادق ،هي جامعة إسلامية خاصة في طهران ، إيران.  تأسست عام 1982 ، وتهدف الجامعة إلى سد الفجوة بين البحوث الإسلامية والدراسات الحديثة ، وخاصة العلوم الإنسانية. تم إنشاء جامعة الإمام الصادق في المبنى الذي كان يضم مدرسة هارفارد للإدارة حتى الثورة الإيرانية عام 1979.
تعتبر الجامعة واحدة من جامعات النخبة في إيران التي لعبت دورًا رئيسيًا في تجنيد السياسيين وغيرهم من الشخصيات البارزة في الجمهورية الإسلامية.  كمؤسسة نخبة ، فإن جامعة الإمام الصادق تتمتع باستقلالية أكبر بشكل ملحوظ من الجامعات الإيرانية الأخرى في دعوة وتوظيف المحاضرين. تم منح المفكرين الإصلاحيين البارزين مثل عبد الكريم سروش ، وحسين بشيرية ، وجواد طباطبائي مساحة لطرح أفكارهم الخاصة في العلوم الإنسانية.
تقدم الجامعة البكالوريوس والماجستير والدكتوراه.  شهادات في مجالات مثل العلوم السياسية ، والاقتصاد ، والفقه الإسلامي ، والقانون (القانون الخاص ، والقانون العام ، والقانون الجنائي ، والقانون الدولي) ، والإدارة ، والاتصالات.  لديها ثماني كليات قيد التشغيل.

## الخريجين البارزين
- سعيد جليلي ، السكرتير السابق لـ المجلس الأعلى للأمن القومي والمفاوض النووي الإيراني
- محمد صرافراز ، رئيس إذاعة جمهورية إيران الإسلامية
- علي باقري ، دبلوماسي كبير ونائب سكرتير إيران المجلس الأعلى للأمن القومي
- محمد حسيني وزير الثقافة والإرشاد الإسلامي
- ، فقيه وعضو في مجلس صيانة الدستور
- كاظم جلالي نائب دبلوماسي سابق
- روح الله أحمد زاده ، نائب الرئيس السابق ورئيس منظمة التراث الثقافي والسياحة ، أصغر حاكم إقليمي في إيران
- عبد الله رمضان زاده سياسي
- مصطفى كواكبيان سياسي
- محمد علي حسيني ، نائب وزير الخارجية والسفير لدى إيطاليا
- كمال الدين بيرموزين ، نواب
- كاظم غريب عبادي ، السفير في هولندا ونائب الأمين العام للمجلس الأعلى لحقوق الإنسان للشؤون الدولية لدى منظمة حظر الأسلحة الكيميائية.
- رضا نجفي ، سفير لدى الوكالة الدولية للطاقة الذرية.
- محمد رضا مجيدي ، سفير إيران الدائم لدى اليونسكو
- مصطفى دولتيار ، مستشار قانوني وكبير الدبلوماسيين في الأمم المتحدة ، والرئيس السابق لمعهد الدراسات السياسية والدولية (IPIS) ، والمفاوض النووي
- حسين غزوي ، رئيس  ECO بنك التجارة والتنمية ، النائب السابق لوزير الشؤون الاقتصادية والمالية
- عباس مقتداي - نائب
- سيد علي محمد موسوي ، دبلوماسي كبير ، أمين عام
- حسام الدين عشنا ، المستشار الثقافي والصحفي للرئيس حسن روحاني
- غضنفر ركن أبادي ، سفير في لبنان
- علي الاهي ، المرجع في المالية
- بيمان الجبيلي ، سفير في تونس
- علي رضا عنياتي ، السفير في الكويت.
- علي أكبر رضائي ، سفير لدى قبرص
- صمد علي لاكيزاده ، سفير في بولندا و [ليتوانيا]]
- محمد رحيم أغيبور ، سفير لدى سلوفينيا

## رتبة جامعة الإمام الصادق طهران
تضم جامعة الإمام الصادق في طهران أكثر من 150 عضو هيئة تدريس. أكمل أكثر من 5000 طالب تعليمهم في هذه الجامعة حتى الآن ويدرس حاليًا 2000 طالب في هذه الجامعة. حصلت هذه الجامعة على المرتبة الأولى في معرض طهران الدولي السادس والعشرون للكتاب. كما أنها حصلت على المرتبة الأولى في مهرجان الكتاب الوطني الرابع والعشرين لعام التعليم والمرتبة الأولى في مهرجان الكتاب الأول لعام نمط الحياة.

## كلية الإدارة والمعرفة الإسلامية
المعرفة الإسلامية والإدارة (IKM) هي خامس كلية بجامعة الإمام الصادق تأسست عام 1989 بهدف قيادة الدراسات الإسلامية في مجال الإدارة وتعليم المديرين التنفيذيين في إدارة الدول الإسلامية. تتكون الكلية من أربعة أقسام لها أنشطة في مجالات الإدارة العامة وصنع السياسات ، وإدارة الأعمال ، والإدارة المالية ، والإدارة الصناعية.على مر السنين ، سعت هيئة التدريس إلى خلق أرضية مناسبة لنمو الدراسات متعددة التخصصات في الإدارة الإسلامية من خلال جمع الأساتذة المتخصصين في المعرفة والإدارة الإسلامية من جميع أنحاء البلاد. يدرس الطلاب في نفس الوقت مجالات المعرفة والإدارة الإسلامية. من خلال دمج هذين المجالين بشكل مبتكر ، يتم توفير خلفية لاستغلال المبادئ الدينية في الإدارة. وبالتالي ، فإن مجموعات عديدة من الطلاب الذين تخرجوا من هذه الكلية تنشط الآن في تنظير الإدارة الإسلامية ، وفي توفير التدريب على أنماط الإدارة الإسلامية وتطبيقها. حتى الآن ، تخرج 700 طالب من هذا القسم ويقدمون خدمات في وظائف تنفيذية وأكاديمية مهمة. تعتبر كلية المعرفة الإسلامية والإدارة بجامعة الإمام الصادق مركزًا مناسبًا لتطوير دراسات الإدارة الإسلامية. تأمل جامعة الإمام الصادق في إنشاء شبكة فعالة من علماء الإدارة الإسلامية من خلال بناء علاقات مع علماء آخرين في هذا المجال في جميع أنحاء العالم ، بحيث يتم توفير الفرص لتطوير أنشطة متكاملة ومتعددة التخصصات في هذا المجال المهم من العلوم.

## انظر ايضآ
- التعليم العالي في إيران
- قائمة الجامعات في إيران